# فال × لوف
الحرب × الحب (戦×恋 تنطق باليابانية : فارو رافو) وهي عباراة عن سلسلة مانغا يابانية من تأليف المانغاكا ريوسوكي أساكورا تم نشر هذه المانغا من قبل شركة سكوير إنكس في مجلتها لنوع مانغا الشونين شونين جانجان الشهرية منذ ديسمبر من عام 2015. وتم جمع المانغا في 9 مجلدات تاتكوبون وفي الوقت ذاته حصلت شركة يان بريس علي حقوق نشر المانغا في أمريكا الشمالية بترجمة إنجليزية. وبعد النجاح الذي حققته المانغا قررت الشركة المالكة لحقوق النشر تحويل المانغا لسلسلة أنمي علي غرار كل المانغات الناجحة في اليابان وتم الأتفاق مع أستديوهات هودز أنترتينمنيت للقيام بهذا العمل وتم عرض الانمي في الفترة بين الـ5 من أكتوبر حتي الـ21 من ديسمبر لعام 2019 .

## القصة
تاكوما أكوتسو بطل القصة هو فتى لديه وجه مخيف. بحيث تجنبه كل زملائه في الفصل وأصبح بمثابة شخص منبوذ فقط، أمثال أفراد العصابات. ونتيجة لذلك أصيب بما يعرف بالقلق الاجتماعي وأصبح غير قادر على التحدث بشكل صحيح مع الناس. وتكمن الحقيقة خلف وجهه المخيف بأنه يملك قلب كبير ولا يرغب في أن يؤذي الناس إلّا أنه اكتسب سمعة سيئة وكان يعرف باسم الشيطان أو الاكوما.و في أحد الأيام، قام تاكوما بأنقاذ ناتسوكي وتلقى الوحي من أودين إله أسغارد (كبيرآلهة الماثولوجيا النوردية) فيخبره بأن العالم سينتهي قريباً وأن مصير العالم على أكتاف توكوما لذلك عليه إنقاذ العالم.و في المقابل سيقوم أودين بـمساعدته في مهمته، بحيث يرسل أودين بناته التسعة أو ما يعرفن بالفالكيريات التسعة، لتصلن إلى ميدغارد / الأرض الوسطى. أودين يعلمه مهمته: وهي إثبات أن الحب سينقذ العالم كما يقال أن مصدر قوة البكر هو الحب.

## الشخصيات

### الشخصية الرئيسية
تاكوما أكوتسو (باليابانية : 亜久津 拓真 ينطق باليابانية : أكوتسو تاكوما)
أداء صوتي: يويا هيروسي 
تاكوما أكوتسو هو عين إينهيرجار Einherjar المعين من قبل أودين كبير إلهة المثولوجيا النوردية ولذلك يعتبر محب الأخوات الفالكيريات التسع. وهو ذو بناء قوي ومخيف ولكن في نفس الوقت كان شخصية خجولة توكوما، في البداية لم يكن من محبي الخير. ومع ذلك، فهو يدرب نفسه ليصبح عين مناسب. وهو يحمل سيف الميستيلتين، واحد من ثلاثة فقط من اغدراسيل، الذي قدمه له أودين بنفسه.

### عائلة ساوتومي
إيتشيكا ساوتومي (باليابانية : 早乙女 一千花 ينطق باليابانية : ساوتومي إيتشيكا)
أداء صوتي: يومي أوتشياما 
هي الاخت الكبري من الأخوات ساوتومي التسعة وهي قائدة الفالكيريات الثمانية الاخريات وهي فالكيرية الرمح أو برونهيلدا Brunhilde . إيتشيكا إنها لا تريد ان يصبح تاكوما كعشيق لها هي وأخواتها وهذا لجزء كبير من الحلقات الأولى، على الرغم من أن هذا الموقف يتغير خلال المعركة الكبري.
فوتابا ساوتومي (باليابانية : 早乙女 二葉 ينطق باليابانية : ساوتومي فوتابا)
أداء صوتي: يومي هارا
فوتابا ساوتومي هي ثاني الأخوات ساوتومي التسعة وهي فالكيرية القلعة أو جيرهيلد Gerhilde. مرة أخرى في إيسغارد حصلت علي فوتابا على لقب صاحبة الجلالة، على الرغم من كونها الأضعف بين الفالكيريات الثمانية الاخريات. وهي تهتم بمعظم الأعمال المنزلية عندما غزت هي وإخوتها منزل تاكوما.
ميسا ساوتومي (باليابانية : 早乙女 三沙 تنطق باليابانية : ساوتومي ميسا )
أداء صوتي: إياكا شيميزو 
هي الاخت الثالثة من الأخوات ساوتومي التسعة وتعد ميسا ساوتومي فالكيرية الاوتار أو أُرتليند Ortlinde .و نظرًا لأن شخصيتها الأصغر سناً بين شقيقتها وينظرإليها من قِبل إخوتها الأصغر سناً باعتبارها «سيدة الرومانسية» على الرغم من عدم قيامها بتجربة رومانسية بنفسها.
شينو ساوتومي (باليابانية : 早乙女 四乃  تنطق باليابانية : ساوتومي شينو)
أداء صوتي: ريكاكو ايدا 
هي الاخت الرابعة من الشقيقات ساوتومي التسعة، شينو ساوتوم هي فالكيرية الدرع أو والتراوت Waltraute .و دائماً ما تظهر بكونها منعزلة ونادراً ما تُظهر شخصها، ناهيك عن وجهها.و هي الفالكيرية المسؤولة عن عمل الحواجز حول البشر الذين يسكنون حول تاكوما لمنع توابع من إله الشر من العثور على ملاذ الفالكيريات.
إيتسويو ساوتومي (باليابانية 早乙女 五夜 ينطق باليابانية : ساوتومي إيتسويو )
أداء صوتي: أي كاكوما 
هي الاخت الخامسة من أخوات ساوتومي التسعة وتعد إيتسويو هي فالكيرية السلسلة أو شويرليت Schwertleite .و قد انتقلت إلى مدرسة تاكوما في بداية الفصل الدراسي الثاني وأصبحت رئيسة مجلس الطلاب.
موتسومي ساوتومي (باليابانية : 早乙女 六海 تنطق باليابانية : ساوتومي موتسومي )
أداء صوتي: رينا هيداكا
هي الاخت السادسة من الأخوات ساوتومي التسعة وتعد موتسومي هي فالكيرية الطيران أو هيلموجي Helmwige . وإنها فتاة شهيرة ونادراً ما تذهب إلى المدرسة بسبب عملها (و كان عملها كمعشوقة جماهير idol وظيفتها التي أجبرتها عليها شقيقاتها لإتاحة مزيد من الفرص للقيام بـعمليات حب الفالكيريات Val X Love).
ناتسوكي ساوتومي (باليابانية : 早乙女 七樹 تنطق باليابانية : ساوتومي ناتسوكي )
أداء صوتي: كايدي هوندو
هي الاخت السابعة من أخوات ساوتومي التسعة وتعد ناتسوكي هي فالكيرية السيف أو زيجرون Siegrune ، وهي أعلى الفالكيريات في المستوى من بين الثامنية الاخريات. وهي طالبة في مدرسة تاكوما ولديها شعبية كبيرة لدرجة انها تملك أندية للمعجبين بها حتى خارج مدرستها.
ياكومو ساوتومي (باليابانية : 早乙女 八雲 تنطق باليابانية : ساوتومي ياكومو)
أداء صوتي: ماكي كاواسي
هي الأخت الثامنة من الأخوات ساوتومي التسعة وتعد ياكومو هي فالكيرية الصوت أو جريمجيرد Grimgerde .و من بين جميع أخواتها هي أكثرهن كره لتاكوما، وتضايقه باستمرار على الرغم من أن هذا بسبب سماعها الخارق للطبيعة وفهي تضايق عندما تسمع خفقات قلب تاكوما باستمرار.
كوروري ساوتومي (باليابانية : 早乙女 九瑠璃 تنطق باليابانية : ساوتومي كولولي)
أداء صوتي: كوتوري كويواي
هي أصغر الاخوات ساوتومي التسعة وتعد كوروري هي إيضاً فالكيرية المدفع أو روسويس Rossweisse . وتحب الروبوتات وتقضي معظم وقتها في بناء وإنشاء عناصر عشوائية. ومع ذلك، نظرًا لقوتها، فإن مواد الميغارد أي الأرض لا تعمل مع المواد الايسجاردية والعكس صحيح لذلك كل ما تصنع لا يدوم لفترة طويلة بل ينفجر ويتحطم.

### الآخرين
سوُ (باليابانية : スー ينطق باليابانية : سوه)
أداء صوتي: هيوري نيتا 
توهرو إنوكاي (باليابانية : 犬飼 透 ينطق باليابانية : إنوكاي توهرو)
أداء صوتي: دايسكي هيراكاوا
سكرتير مجلس الطلاب، توهرو إينوكاي هو المضيف البشري لـ «المخلب»، الغراوم .
سكولد (باليابانية : スクルド ينطق باليابانية : سكوردو)
أداء صوتي: أتسومي تانيزاكي
روسكفا (باليابانية : レスクヴァ ينطق باليابانية : ليسوكوفوا)
أداء صوتي: ماو إيتشيميتشي
أور (باليابانية : ウル ينطق باليابانية : أول)
أداء صوتي: ميساتو فوكوين

## وسائل الإعلام

### المانجا
المانغا من تأليف ريوسوكي أساكورا، وقد تم نشر هذه المانغا من قبل شركة سكوير إنكس في مجلتها لنوع مانغا الشونين شونين جانجان الشهرية منذ ديسمبر من عام 2015. وتم جمع المانغا في 9 مجلدات تاتكوبون وفي الوقت ذاته حصلت شركة يان بريس علي حقوق نشر المانغا في أمريكا الشمالية بترجمة إنجليزية.

| ترتيب المجلد | تاريخ نشر المجلد | رقم الكتاب المعياري الدولي |
| ------------ | ---------------- | -------------------------- |
| 1            | 2 يونيو 2016     | ISBN 978-4-7575-5014-8     |
| 2            | 22 أكتوبر 2016   | ISBN 978-4-7575-5124-4     |
| 3            | 22 يوليو 2017    | ISBN 978-4-7575-5343-9     |
| 4            | 22 سبتمبر 2017   | ISBN 978-4-7575-5475-7     |
| 5            | 22 مارس 2018     | ISBN 978-4-7575-5654-6     |
| 6            | 22 أكتوبر 2018   | ISBN 978-4-7575-5872-4     |
| 7            | 11 مايو 2019     | ISBN 978-4-7575-6116-8     |
| 8            | 12 سبتمبر 2019   | ISBN 978-4-7575-6270-7     |
| 9            | 12 نوفمبر 2019   | ISBN 978-4-7575-6372-8     |

### الأنمي
تم الإعلان عن تحويل المانغا إلي مسلسل أنمي في عدد يونيو من مجلة شونين جانجان الشهرية في 11 مايو 2019. وقامت أستديوهات هودز إنترتينمنت بعمل الرسوم المتحركة وتولي تاكاشي ناويا الاخراج، حيث تولى تاتسويا تاكاهاشي تكوين السلسلة، وصمم كيوشي تيتيشي الشخصيات، وقامت شركة TECHNOBOYS PULCRAFT GREEN-FUND بتأليف الموسيقي التصويرية للأنمي. وتم بثه في الفترة من 5 أكتوبر إلى 21 ديسمبر 2019 على قنوات AT-X وTokyo MX وSUN وBS11. شمل المسلسل 12 حلقة. قامت ريكاكو ايدا بأداء الشارة الافتتاحية "For... "، في حين قامت المؤديات التسعة الذين يؤدين أصوات الشقيقات ساوتومي التسع بأداء شارة النهاية " Date Please Please !!! " في ثلاث مجموعات مع ثلاثة إصدارات.
و تم ترخيص هذه السلسلة بواسطة شركة سينتاى فيلموركس وبثتها على خدمة البث خاصتهم Hidive.

## روابط خارجية
- فال X لوف علي شونين جانغ الشهرية (باللغة اليابانية)
- الموقع الرسمي
 (باللغة اليابانية)
- فال × لوف  في شبكة أخبار الأنمي